# Consejo Nacional de Seguridad israelí
El Consejo Nacional de Seguridad israelí (en hebreo המועצה לביטחון לאומי) es un organismo asesor establecido en 1999 por el entonces primer ministro Benjamín Netanyahu cuya función principal es asesorar al gobierno sobre temas de seguridad nacional y coordinar la cooperación del gobierno con las Fuerzas de Seguridad Israelíes. Se enmarca en las lecciones extraídas a partir de la guerra de Yom Kipur.
El consejo consta de cinco áreas: política de seguridad (dirigida por el vice primer ministro), política exterior, política social y de infraestructura, contra-terrorismo, y organización y operaciones. El primer ministro no está obligado a aceptar las consideraciones del consejo. Su actual presidente es Ilan Mizrahi.
- Datos: Q2777682